# Kawaba
Kawaba (川場村, Kawaba-mura) est un village situé dans le district de Tone, dans la préfecture de Gunma au Japon.

## Géographie

### Situation
Situé dans le nord de la préfecture de Gunma, le village de Kawaba s'étend, dans sa longueur, du sommet du mont Hotaka (2 158 m) — l'une des 100 montagnes célèbres du Japon —, sur 15 km vers le sud,. Près de 83 % de sa superficie de 85,25 km2 est couverte de forêts.

### Municipalités environnantes
- Préfecture de Gunma
  - Numata
  - Katashina
  - Minakami

### Démographie
En 2015, lors du recensement national, la population du village de Kawaba a été estimée à 3 647 habitants. Ce résultat met en lumière une baisse de 12,7 % par rapport à celui obtenu lors de l'enquête démographique de 2005.

### Hydrographie
Six cours d'eau circulent dans le Sud de Kawaba et convergent vers le sud-ouest du village. Les rivières Mizomata, Akura, Tachiro, longue de 4 km et qui prend sa source au mont Tashiro (1 351 m), Tazawa et Sakura (6,11 km) rejoignent la rivière Usune qui, issue du mont Hotaka, termine son parcours dans l'ouest de Numata et se jette dans le fleuve Tone.

### Climat
Le climat de Kawaba est frais avec une température annuelle moyenne de 11,0 °C et des chutes de neige de 2 à 3 m.

## Toponymie
Le toponyme « Kawaba (川場), » signifiant « le lieu de rivières », traduit le fait que le village de Kawaba s'est développé au cœur du bassin versant de la rivière Usune, un étroit territoire sur lequel elle est alimentée par les rivières Mizomata, Sakura et Tazawa,.

## Économie
Kawaba est un village de tradition agricole (produits laitiers, arboriculture fruitière, riziculture et valorisation du konjac) qui développe une activité de tourisme — dans les années 2010, environ deux millions de touristes ont visité Kawaba —, notamment grâce à l'implantation de plusieurs installations hôtelières, l'exploitation de cinq sources chaudes par des onsen locaux et l'entretien d'un domaine skiable.

## Patrimoine culturel
- Temple Kichijō
- Kawaba Ski Resort

## Ville jumelée
- Setagaya, Tokyo